# Schwantesia triebneri
Schwantesia triebneri är en isörtsväxtart som beskrevs av L. Bol. Schwantesia triebneri ingår i släktet Schwantesia och familjen isörtsväxter. Inga underarter finns listade i Catalogue of Life.